# Maurice Rossi
Maurice Rossi (Laverdure, Algèria, 24 d'abril de 1901 - 29 d'agost de 1966) va ser un aviador francès que el 7 d'agost de 1933 va batre amb Paul Codos el rècord mundial de distància en línia recta aterrant a Raiak, al Líban després d'haver recorregut, en 55 hores, 9.104 km sense fer cap escala a partir de Nova York.